# Portillo de Toledo
Portillo de Toledo – gmina w Hiszpanii, w prowincji Toledo, w Kastylii-La Mancha, o powierzchni 19,95 km². W 2011 roku gmina liczyła 2263 mieszkańców.